# Francesc Pararols i Mercader
Francesc Pararols i Mercader (Sant Jordi Desvalls, 28 de gener de 1919, Girona, 18 de novembre de 2015) fou un lluitador de la Segona República per la democràcia i les llibertats. Va encapçalar la llista del PSUC a l'ajuntament de Girona a les primeres eleccions de la democràcia restablerta i va fer possible el primer govern d'esquerres a la ciutat, amb Joaquim Nadal com a alcalde. Ingressà al PSUC amb disset anys mentre combatia a Lleida a les files republicanes. El 1938 marxà a l'URSS per completar els estudis de pilot d'aviació militar que havia iniciat a Sabadell, i entrà a l'exèrcit soviètic on lluità contra la invasió nazi a Belarús. El 1956 tornà a Girona amb la família, on visqué sota estricte vigilància del règim fins al final de la dictadura. Va ser cap de llista del PSUC en les primeres eleccions municipals, amb què va obtenir 4 regidors i va fer possible el primer govern d'esquerres a la ciutat.

## Obra escrita
- Pararols, Francesc. El final del silenci.  CCG Edicions, 2005. ISBN 9788496444171.
- Pararols, Francesc. Un català a l'exèrcit Roig.  CCG Edicions, 2002. ISBN 9788495483287.